# جبال القيوط
جبال القيوط سلسلة جبلية صغيرة تقع بين مقاطعتي سان دييغو و إمبيريال جنوب ولاية كاليفورنيا طولها حوالي 19 كيلومتر وأقصى ارتفاع لها 734 م، شهدت السلسلة عدة ثورات بركانية، وعرف اسم البركان باسم بركان هيلز (بالإنجليزية: Volcanic Hills)‏.